# Eye of the Night
Pour plus de détails, voir Fiche technique et Distribution.
Eye of the Night est un film américain réalisé par Walter Edwards, sorti en 1916.

## Synopsis
Une jeune esclave tente de vivre un amour impossible avec un jeune homme...

## Fiche technique
- Titre : Eye of the Night
- Réalisation : Walter Edwards
- Scénario : C. Gardner Sullivan
- Photographie : Devereaux Jennings
- Production : Thomas H. Ince
- Pays de production : États-Unis
- Format : Noir et blanc - 1,33:1 - Film muet
- Genre : drame
- Durée : 50 minutes
- Date de sortie : 1916

## Distribution
- William H. Thompson (en) : David Holden
- Margery Wilson : Jane
- Thornton Edwards : Rob Benson
- J.P. Lockney : Denby
- Aggie Herring : Mrs. Denby
- John Gilbert (non crédité)